# Grace (曲)
「grace」（グレース）は、日本のシンガーソングライター・藤井風の9作目の配信限定シングル。2022年10月10日にHEHN RECORDS / ユニバーサルミュージックよりリリースされた。

## 概要
2022年3月23日よりスタートした、NTTドコモとの共同プロジェクト「KAZE FILMS docomo future project」のために書き下ろされた楽曲。本プロジェクトは、約2,000件の応募の中から選ばれた学生が、藤井の未発表曲をモチーフに、28組の映像制作のプロのサポートを受けながら、ひと夏をかけて自分たちの考えたストーリーを映像化し、オリジナルのショートフィルムを作るというもの。
10月9日、新曲「grace」を10月10日にリリースすることが発表され、ジャケットが公開された。リリースとともに、ミュージックビデオが10月10日0時に公式YouTubeチャンネルにてプレミア公開された。
2025年9月5日にリリース予定の3rdアルバム『Prema』初回盤に付属する、前作『LOVE ALL SERVE ALL』以降にリリースされた楽曲を収めた特典ディスク『Pre: Prema』に、本楽曲が収録され、フィジカルリリースされる。

## 楽曲制作
サウンドプロデュースは、以前と同じくYaffleが手掛け、楽曲のレコーディング、ミキシングのエンジニアは、小森雅仁が務めている。
本楽曲は、プロジェクトの発信するメッセージ「すべてのひとに、才能がある」にインスパイアを受け、制作された。学生たちとのプロジェクトの楽曲であったため、学生に伝えられること、考えてほしいことを全て歌詞に起こした、と自身のInstagramで語った。また、制作するのが一番困難だった曲として、本楽曲を挙げている。

## 音楽性
規則的なビートの中で跳ねる鍵盤とスムースなメロディラインが心地よく、終盤に向かうにつれ、荘厳なコーラスワークと強調されたリズムによって強烈な高揚感へと誘われるスケールの大きな楽曲となっている。
ライター・杉浦美恵は「知らず知らずのうちに自分の心の奥底に染みついてしまっていた諦念や自己否定的な思考をまるごとクリアにしてくれるような楽曲。軽やかに自然に前へと足が進むようなビートとピアノサウンド、そしてすべての重苦しさから解放してくれるような歌声」と述べている。
プロジェクトが掲げた「すべてのひとに、才能がある」というテーマと、彼のもともと持っていた考え方が共鳴した歌詞も特徴的で〈あなたはわたし わたしはあなた〉〈僕らは みな等しく光ってる〉といったフレーズが登場する。この考え方は「青春病」の〈そうか 結局は皆つながってるから〉や「ロンリーラプソディ」の〈見つめても みんなおんなじ顔 私もそう 入れ物が ぱっと見ちがうだけ〉など、これまでの楽曲にも似たものが散見される。

## ミュージックビデオ
本楽曲のミュージックビデオは、全編インドで撮影された。インドの宗教、文化などを感じられるような内容となっており、ヒンドゥー教徒の聖地・ハリドワールを流れるガンジス川で沐浴を行う藤井の様子や、街角で大勢のインド人と踊るシーンも収められている。
在日インド大使館もミュージックビデオの撮影に協力しており、終盤のクレジットには「EMBASSY OF INDIA, JAPAN（在日インド大使館）」の文字が表示される。
東南アジアでの「死ぬのがいいわ」のバイラルヒットもあり、本楽曲は、海外においても大きな反響を呼んだ。Universal Music Indiaは、12月19日、公式Twitterにて、ミュージックビデオのスクリーンショットに英訳された歌詞を添えて投稿。これを受け、藤井は同日、投稿のスクリーンショットをInstagramのストーリーズにてアップした。また、2023年1月2日には、Universal Music Indiaの公式Instagramに、ミュージックビデオに英語翻訳された歌詞を添えたリールが投稿された。

## チャート成績
- 2022年10月19日公開のBillboard JAPAN「Download Songs」で、2位で初登場した（34,756DL）。総合チャート「Hot 100」では4位、「Streaming Songs」では14位を記録した。
- 2022年10月24日公開のオリコン週間デジタルシングルランキングでは2位、週間ストリーミングランキングで13位、週間合算シングルランキングで8位（すべて初登場）を記録。

## KAZE FILMS docomo future project
2022年3月23日、NTTドコモ30周年の節目に企画されたプロジェクト「KAZE FILMS docomo future project」がスタート。本プロジェクトは、約2,000件の応募の中から選ばれた学生が、藤井の未発表曲「grace」をモチーフに、28組の映像制作のプロのサポートを受けながら、ひと夏をかけて自分たちの考えたストーリーを映像化し、オリジナルのショートフィルムを作るというもの。また同日、特設サイトと公式Twitterアカウントが開設された。
3月23日にリリースされた2ndアルバム『LOVE ALL SERVE ALL』収録曲を聴き、浮かんだ物語のアイデアを応募する「事前課題」が、4月27日より開始された。これに併せて、応募開始から締切の6月20日まで、ウェブCMが毎日公開された。CMの一部には、藤井本人が出演している。
7月15日、参加チームが決定。7月22日には、参加チームのアイデアノートのタイトルが一部公開され、7月29日からアイデアノートが公開された。9月16日には、ゲストを招き、映像制作やアイデアに関する全2回の「特別講義」動画が公開。第1回のゲストは、映像作家・林響太朗とお笑いコンビ・コロコロチキチキペッパーズ。第2回は、同じくコロコロチキチキペッパーズ。
9月30日、28のショートフィルムの公開が順々にスタート。また同日、藤井本人が出演するテレビCMが、翌日10月1日からオンライン、および地上波でオンエアされることが発表された。本CMは、参加者の学生たちのインタビュー映像を藤井が「KAZE THEATER」と名付けられた特別な映画館で鑑賞するというもの。
一切台本はなく、初めて映像を目の当たりにする藤井の素のリアクションが4台のカメラで撮影された。地上波でオンエアされた15秒・30秒のCMに加え、学生たちのインタビュー映像を観終えた藤井が感じたことを語る、3分越えのロングバージョンの映像も公開されている。11月22日には、英語字幕版CMも公開された。
12月23日、作品を制作した学生たちにより、11月に実施された修了式のダイジェスト映像が公開された。CM撮影が行われた映画館で行われた修了式には、藤井本人も登壇し、直筆のメッセージとともに感想を全参加者に伝え、最後に参加者とすべての学生たちに向けてメッセージを発信した。12月27日には、プロジェクトの一部始終を記録したプロジェクト総括ムービーも公開された。
2023年1月2日・3日には、1日1回のみの限定テレビCMが、日本テレビにてオンエアされた。本CMは、特設サイトでも公開された。

藤井は本プロジェクトにあたって、このようにコメントしている。
「全てのひとに、才能がある。」という素敵なテーマにインスパイアされて、また一つ大切な曲が完成いたしました。"grace" は、ここでは「恵み」のような意味で使っています。日々移ろいゆく世の中ですが、起こることは全て自分たちをより良い方向へ導いてくれるgrace（恵み）だと信じて、光り輝くことをあきらめないでいただきたいです。だって僕たち一人一人の中には等しく無限の愛が、光が、可能性が、graceが宿っているからです。それを抑え込もうとするバリアがあるなら、これを機に一緒に解き放ちましょう。grace!
プロジェクトの修了式で藤井が発信したメッセージ。
みんなそれぞれ光ってる完璧な存在が、わしの中にもみんなの中にも自分の中にもあるってことを信じて欲しい。自分の中に宿っとる光を感じて欲しい。だから、みんな光ってるということをどうか忘れないでください。